# Theta Columbae
Theta Columbae ( θ Columbae, förkortat Theta Col,  θ Col) som är stjärnans Bayerbeteckning, är en ensam stjärna belägen i sydöstra delen av stjärnbilden Duvan. Den har en skenbar magnitud på 5,02. och är svagt synlig för blotta ögat. Baserat på årlig parallaxförsljutning på 4,52 mas, beräknas den befinna sig på ett avstånd av ca 720 ljusår (221 parsek) från solen. På detta avstånd reduceras stjärnans skenbara magnitud genom en interstellär skymningsfaktor på 0,11. Den rör sig för närvarande bort från solen med en radiell hastighet på 45,3 km/s. Stjärnan hade sin närmaste kontakt med solsystemet för omkring 4,7 miljoner år sedan när den gjorde en perihelionpassage på ett avstånd av 10,9 ljusår (3,33 parsek).

## Nomenklatur
För tidigare arabiska astronomer bildade Theta Columbae, tillsammans med Furud (Zeta Canis Majoris), Alpha Canis Majoris, Delta Columbae, Gamma Columbae, Kappa Columbae, Lambda Columbae, My Columbae och Xi Columbae asterismen Al Ḳurūd ( ألقرد- al-qird ), ”aporna”. Följaktligen är Theta Columbae själv känt som 孫 二 (Sūn èr, engelska: sonsons andra stjärna.).

## Egenskaper
Theta Columbae är en underjättestjärna av typ B under utveckling bort från huvudserien och av spektralklass B8 IV. Stjärnan har en uppskattad massa som är ca 4 gånger solens massa och dess radie uppskattas till 5,61 gånger solens radie. Den avger omkring 472 gånger mer energi än solen från dess yttre atmosfär vid en effektiv temperatur på 9 916 K. Den roterar snabbt med en projicerad rotationshastighet på 249 km/s.